# العلاقات التشادية الكندية
العلاقات التشادية الكندية هي العلاقات الثنائية التي تجمع بين تشاد وكندا.

## مقارنة بين البلدين
هذه مقارنة عامة ومرجعية للدولتين:
| وجه المقارنة                                              | تشاد                      | كندا                     |
| --------------------------------------------------------- | ------------------------- | ------------------------ |
| المساحة (كم2)                                             | 1.28 مليون                | 9.98 مليون               |
| عدد السكان (نسمة)                                         | 15.23 مليون               | 35.70 مليون              |
| الكثافة السكانية (ن./كم²)                                 | 11.9                      | 3.58                     |
| العاصمة                                                   | انجمينا                   | أوتاوا                   |
| اللغة الرسمية                                             | لغة فرنسية، اللغة العربية | لغة إنجليزية، لغة فرنسية |
| العملة                                                    | فرنك وسط أفريقي           | دولار كندي               |
| الناتج المحلي الإجمالي (بليون دولار)                      | 9.98 مليار                | 1.65 تريليون             |
| الناتج المحلي الإجمالي (تعادل القوة الشرائية) بليون دولار | 30.54 مليار               | 1.59 تريليون             |
| الناتج المحلي الإجمالي الاسمي للفرد دولار أمريكي          | 775                       | 43.25 ألف                |
| الناتج المحلي الإجمالي للفرد دولار أمريكي                 | 2.18 ألف                  | 45.07 ألف                |
| مؤشر التنمية البشرية                                      | 0.392                     | 0.913                    |
| رمز المكالمات الدولي                                      | +235                      | +1                       |
| رمز الإنترنت                                              | .td                       | .ca                      |
| المنطقة الزمنية                                           | ت ع م+01:00               |                          |

## منظمات دولية مشتركة
يشترك البلدان في عضوية مجموعة من المنظمات الدولية، منها:
| علم المنظمة | اسم المنظمة                               | تاريخ انضمام تشاد | تاريخ انضمام كندا |
| ----------- | ----------------------------------------- | ----------------- | ----------------- |
|             | مؤسسة التنمية الدولية                     | 7 نوفمبر 1963     | 24 سبتمبر 1960    |
|             | الأمم المتحدة                             | 20 سبتمبر 1960    | 9 نوفمبر 1945     |
|             | منظمة التجارة العالمية                    | ?                 | ?                 |
|             | منظمة الشرطة الجنائية الدولية             | ?                 | ?                 |
|             | المركز الدولي لتسوية المنازعات الاستشارية | 14 أكتوبر 1966    | 1 ديسمبر 2013     |
|             | الاتحاد الدولي للاتصالات                  | 25 نوفمبر 1960    | 1 يوليو 1908      |
|             | البنك الدولي للإنشاء والتعمير             | 10 يوليو 1963     | 27 ديسمبر 1945    |
|             | الاتحاد البريدي العالمي                   | ?                 | ?                 |
|             | منظمة حظر الأسلحة الكيميائية              | ?                 | ?                 |
|             | مؤسسة التمويل الدولية                     | 2 أبريل 1998      | 20 يوليو 1956     |
|             | البنك الإفريقي للتنمية                    | ?                 | ?                 |
|             | وكالة ضمان الاستثمار متعدد الأطراف        | 11 يونيو 2002     | 12 أبريل 1988     |
|             | يونسكو                                    | 19 ديسمبر 1960    | 4 نوفمبر 1946     |

## وصلات خارجية
- موقع وزارة الخارجية الكندية